# جونیور بایانو
رایموندو فریرا راموس جونیور (به پرتغالی: Raimundo Ferreira Ramos Jr.) مشهور به جونیور بایانو (به پرتغالی: Júnior Baiano) مدافع اهل برزیل است که در شهر فیرا دی سانتانا و در تاریخ ۱۴ مارس ۱۹۷۰ به دنیا آمده‌است.
جونیور بایانو در تیم‌های فوتبال فلامینگو ،سائوپائولو،وردر برمن،فلامینگو، پالمیراس و واسکو دوگاما سابقهٔ حضور دارد. این بازیکن همچنین در سال، 1997 – 2002 برای، تیم ملی فوتبال برزیل به میدان رفته‌است 